# MTV Unplugged +3
A MTV Unplugged +3 Mariah Carey amerikai énekesnő második DVD/videokiadványa. Az 1992. március 16-án a New York-i Kaufman Astoria stúdióban az MTV Unplugged című műsor keretén belül adott koncertje található rajta (ugyanaz, aminek hanganyaga az MTV Unplugged nevű EP-n jelent meg), valamint interjúk és három dalának videóklipje. VHS-en 1992-ben jelent meg, DVD-n először 2006-ban, majd az albummal együtt 2007-ben.

## Dalok
1. Emotions
2. If It’s Over
3. Someday
4. Vision of Love
5. Make It Happen
6. I’ll Be There
7. Can’t Let Go
8. Emotions (12" Club video edit)
9. Can’t Let Go (videóklip)
10. Make It Happen (videóklip)

## Helyezések
| Slágerlista                   | Legmagasabb helyezés | Minősítés    | Elkelt példányszám |
| ----------------------------- | -------------------- | ------------ | ------------------ |
| USA Billboard Top Music Video | 1                    | Platinalemez | 100 000            |